# Pauline Bebe
Pour les articles homonymes, voir Bebe (homonymie).
Pauline Bebe, née en 1965 à Neuilly-sur-Seine, est la première femme rabbin à exercer en France.

## Premières années
La famille de Pauline Bebe vit l'Occupation allemande et se cache dans le sud de la France durant la Seconde Guerre mondiale. Son père est pédiatre et sa mère avocate. Bien que juifs non pratiquants, ses parents ont inscrit leurs enfants aux leçons de l'Union libérale israélite de France (synagogue Copernic) : « Ils m'ont donné l'éducation qu'ils ne pouvaient pas obtenir à cause de la guerre ». Son désir de devenir rabbin date de son adolescence : « Je voulais être rabbin pour accompagner les gens dans les périodes importantes de leur vie. Le mouvement libéral prônait l'égalité entre l'homme et la femme. Je ne voyais aucun obstacle à ma demande ».
Elle fréquente le lycée Lamartine (dans le 9e arrondissement de Paris), en faisant des études classiques. Après ses études, elle s'inscrit à l'Institut national des langues et civilisations orientales (INALCO) à Paris, où elle apprend l'anglais et l'hébreu. Elle détient une licence en littérature anglaise et civilisation, et un DEA en littérature hébraïque. Sa thèse de maîtrise s'intitule L'éthique du langage dans la tradition juive.

## Études
En 1985, Pauline Bebe commence ses études rabbiniques au Leo Baeck College à Londres en Angleterre. Elle déclare : 

« Un collège rabbinique libéral en France n'existe pas, et je suis attachée à un judaïsme fondé sur les Lumières, à une religion qui évolue en fonction des périodes et des cercles sociaux. »

Elle complète son cursus hébraïque à l'Hebrew Union College de Jérusalem. Elle est ordonnée rabbine en 1990 à l'âge de 25 ans. Elle est l'une des quelque 30 femmes rabbines ordonnées par le Collège Léo Baeck, entre 1975 et 2006, moins nombreuses qu'aux États-Unis, où de 1972 à 2005 on compte plus de 350 femmes ordonnées.

## Rabbin réformé
La rabbine Bebe a sa première position rabbinique à Paris entre 1990 et 1995, aux côtés des rabbins Daniel Farhi et Stephen Berkowitz. Elle porte le talit et la kippa. Elle aide les toxicomanes, les personnes séropositives et les marginaux qui se seraient sentis rejetés par les institutions religieuses ou communautaires traditionnelles. Les réactions sont partagées : « Certains croyants ont été très enthousiastes et m'ont fait confiance, tandis que d'autres étaient violemment opposés à l'idée d'avoir un rabbin femme ».
En 1995, avec Rémy Schwartz, la rabbine Bebe crée la Communauté juive libérale (CJL). La communauté adopte le nom Maayan (en hébreu « source ») et ouvre une nouvelle synagogue en mai 2006, implantée dans le 11e arrondissement de Paris. En 2014, le nombre d'adhérents dépasse 400 familles. La CJL est affiliée à la World Union for Progressive Judaism.

## Famille
La rabbine Bebe est mariée au rabbin Tom Cohen qui dirige Kehilat Gesher, la communauté juive américaine de Paris. Ils ont quatre enfants.

## Œuvres
- Le Judaïsme libéral, Éditions Jacques Grancher, 1993,  (ISBN 2-7339-0416-7)
- ISHA, Dictionnaire des femmes et du judaïsme, Calmann-Lévy, 2001,  (ISBN 2-7021-3153-0)
- Peut-on faire le bonheur de ses enfants ?, avec Caroline Eliacheff et Pierre Lassus, Éditions de l'Atelier, 2003,  (ISBN 2-7082-3696-2)
- Qu’est-ce que le judaïsme libéral ?, Calmann-Lévy, 2006,  (ISBN 2-7021-3724-5)
- A l’ombre du tamaris, Presses de la Renaissance, 2010,  (ISBN 978-2-7509-0610-8)
- L’Autre, cet infini, avec Catherine Bensaid, Éditions Robert Laffont, 2013,  (ISBN 978-2-221-10997-7)
- À la lumière de Ton visage, Actes Sud, 2014,  (ISBN 978-2-330-03701-7)
- Le Temps d’un nuage, Actes Sud, 2016,  (ISBN 978-2-330-06994-0)
- Le cœur au bout des doigts, Actes Sud, 2018.